# Je vous ai compris
« Je vous ai compris » est la phrase-clé du discours du 4 juin 1958 de Charles de Gaulle à Alger, depuis le balcon du Gouvernement général, devant une foule de 100 000 à 300 000 personnes réunies sur la place du Forum,.
Ce discours ne fut pas écrit par Charles de Gaulle lui-même, mais par l'équipe de ses conseillers : le véritable auteur est donc anonyme.

## Contexte

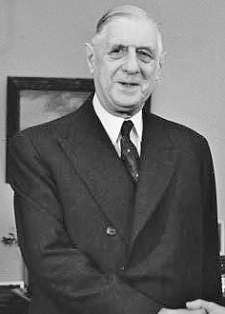
Charles de Gaulle en 1963.

En 1958 en Algérie, les troubles intérieurs se sont transformés en guerre dès 1954 même si, à l'époque, la France refusait de les qualifier ainsi.
Au début de l'année 1958, au moment où la décolonisation est partout en marche, même au sein de l'Union française, les positions colonialistes et l'entêtement du gouvernement français à n'envisager pour l'Algérie que des solutions de force sont de plus en plus critiqués, autant sur le plan international auprès de l'ONU que par les États-Unis et les pays du tiers monde.
Même en métropole, avec le retour des appelés et à la suite de différentes affaires de tortures ou de « corvées de bois » (exécutions extrajudiciaires), la dure réalité des combats transparaît de plus en plus dans les médias, si bien que cette guerre est désormais décriée par l'opinion publique. Sans compter que son coût humain (plusieurs milliers de soldats français tués) est exorbitant pour des « opérations de maintien de l'ordre » et que, malgré une économie florissante, elle met les fragiles finances françaises au bord de la faillite.
En réalité, aux yeux du citoyen métropolitain, l'Algérie apparaît comme une terre de plus en plus étrangère. Par ailleurs, les échecs retentissants de l'armée française à Diên Biên Phu le 7 mai 1954, puis à Suez en décembre 1956, en plus des indépendances marocaine et tunisienne arrachées en mars 1956, ont fortement encouragé le nationalisme arabe au Maghreb.
Le 16 avril 1958, le gouvernement Félix Gaillard est renversé et dès lors s'ouvre une nouvelle vacance du pouvoir.
En Algérie, le 9 mai 1958, à la suite de l'annonce de l'exécution de trois soldats français par le Front de libération national algérien (FLN) en représailles à celle d'Abderrahmane Taleb par la France, le général Raoul Salan, commandant en chef, décide d'organiser le 13 mai 1958 dans tout le pays des manifestations d'hommage en leur honneur, mais le même jour Alger apprend que le président de la République, René Coty, a pressenti comme président du Conseil le président du Mouvement républicain populaire, Pierre Pflimlin, un homme dont les colons sont persuadés qu'il envisage de négocier avec le FLN.
Cette désignation provoque un branle-bas de combat chez les activistes de l'Algérie française, qui aussitôt forment des comités de vigilance, décident d'une grève générale et appellent au coup de force insurrectionnel pour le 13 mai.
Le 10 mai, le ministre résidant en Algérie démissionnaire, Robert Lacoste, qui sympathisait avec les agitateurs mais refusait de se laisser instrumentaliser, rentre discrètement en métropole avant les événements et donc « sans assurer les affaires courantes ». Le 12 mai, devant le conseil général de Dordogne réuni à Périgueux, il s'inquiète d'un possible « Dien-Bien-Phu » diplomatique. Dès ce moment, le pouvoir républicain est vacant en Algérie.
Pour les activistes, il s'agit d'en profiter pour s'emparer de son symbole, le Gouvernement général (GG), et de mettre l'armée au pied du mur afin de la contraindre à choisir clairement son camp : soit les combattre pour soutenir Paris, soit fraterniser avec eux afin d'empêcher l'investiture de ce candidat honni. Comme il fallait s'y attendre, ils connaissent dans cette première phase un plein succès avec la mise à sac du bâtiment, l'absence de toute réaction militaire et le ralliement des généraux à leurs thèses. Cependant, ceux-ci, surpris par ce mouvement, décident d'en prendre la tête pour le canaliser : dans toute l'Algérie se forment alors des Comités de salut public (CSP) exigeant la création à Paris d'un « gouvernement de salut public » capable d'assurer le maintien de l'Algérie dans le giron français. C'est le général Jacques Massu qui s'impose à la tête de celui d'Alger. Quant au général Salan, après avoir laissé faire, il prend ensuite nettement position en leur faveur en réclamant publiquement au nom de l'armée le retour au pouvoir du général de Gaulle. C'est ainsi qu'à l'instigation de Léon Delbecque, il lance à la foule dès le 15 mai un « Vive de Gaulle » depuis le balcon du Gouvernement général.
L'élimination du pouvoir civil a d'autant mieux réussi localement que, dès le 13 mai au soir, Paris confie au général Salan les pleins pouvoirs en Algérie.
Malgré tout, le 14 mai, Pflimlin est bel et bien investi par l'Assemblée nationale ; cependant, son gouvernement étant incapable de trouver une solution à la crise et constatant sa totale impuissance, il démissionne le 28 mai. Entretemps, entre le 24 et le 28 mai, le 1er bataillon parachutiste de choc a engagé l'opération Résurrection, qui consiste à s'emparer du pouvoir civil et militaire en Corse afin d'en faire une tête de pont pour la prise de pouvoir sur le continent. Cependant, après la démission de Pfimlin, celle-ci n'est plus jugée utile.
À son tour, le général de Gaulle est alors investi par l'Assemblée nationale le 1er juin 1958. Il entre à Matignon le lendemain, et c'est donc dans ce contexte qu'il se rend quelques jours plus tard en Algérie.

## Discours
À la fin de la guerre d'Algérie, les Français d'Algérie se sont sentis trompés par les intentions et les propos du général de Gaulle en 1958. Le texte exact du discours tenu par de Gaulle le 4 juin 1958 à Alger est donc important :

« Je vous ai compris !
Je sais ce qui s'est passé ici. Je vois ce que vous avez voulu faire. Je vois que la route que vous avez ouverte en Algérie, c'est celle de la rénovation et de la fraternité.
Je dis la rénovation à tous égards. Mais très justement vous avez voulu que celle-ci commence par le commencement, c'est-à-dire par nos institutions, et c'est pourquoi me voilà. Et je dis la fraternité parce que vous offrez ce spectacle magnifique d'hommes qui, d'un bout à l'autre, quelles que soient leurs communautés, communient dans la même ardeur et se tiennent par la main.
Eh bien ! de tout cela, je prends acte au nom de la France et je déclare, qu'à partir d'aujourd'hui, la France considère que, dans toute l'Algérie, il n'y a qu'une seule catégorie d'habitants : il n'y a que des Français à part entière, des Français à part entière, avec les mêmes droits et les mêmes devoirs.
Cela signifie qu'il faut ouvrir des voies qui, jusqu'à présent, étaient fermées devant beaucoup.
Cela signifie qu'il faut donner les moyens de vivre à ceux qui ne les avaient pas.
Cela signifie qu'il faut reconnaître la dignité de ceux à qui on la contestait.
Cela veut dire qu'il faut assurer une patrie à ceux qui pouvaient douter d'en avoir une.
L'armée, l'armée française, cohérente, ardente, disciplinée, sous les ordres de ses chefs, l'armée éprouvée en tant de circonstances et qui n'en a pas moins accompli ici une œuvre magnifique de compréhension et de pacification, l'armée française a été sur cette terre le ferment, le témoin, et elle est le garant, du mouvement qui s'y est développé.
Elle a su endiguer le torrent pour en capter l'énergie. Je lui rends hommage. Je lui exprime ma confiance. Je compte sur elle pour aujourd'hui et pour demain.
Français à part entière, dans un seul et même collège ! Nous allons le montrer, pas plus tard que dans trois mois, dans l'occasion solennelle où tous les Français, y compris les 10 millions de Français d'Algérie, auront à décider de leur propre destin.
Pour ces 10 millions de Français, leurs suffrages compteront autant que les suffrages de tous les autres.
Ils auront à désigner, à élire, je le répète, en un seul collège leurs représentants pour les pouvoirs publics, comme le feront tous les autres Français.
Avec ces représentants élus, nous verrons comment faire le reste.
Ah ! Puissent-ils participer en masse à cette immense démonstration, tous ceux de vos villes, de vos douars, de vos plaines, de vos djebels ! Puissent ils même y participer, ceux-là qui, par désespoir, ont cru devoir mener sur ce sol un combat dont je reconnais, moi, qu'il est courageux… car le courage ne manque pas sur la terre d'Algérie, qu'il est courageux mais qu'il n'en est pas moins cruel et fratricide !
Moi, de Gaulle, à ceux-là, j'ouvre les portes de la réconciliation.
Jamais plus qu'ici et jamais plus que ce soir, je n'ai compris combien c'est beau, combien c'est grand, combien c'est généreux, la France !
Vive la République !
Vive la France ! »

## Interprétations
Sur le moment, le discours donne un fort sentiment de soutien à tous ses auditeurs musulmans, européens et juifs qui ont fraternisé, et provoque une explosion de joie. Les « pieds-noirs » (les Français vivant en Algérie) prennent le mot pour eux et pensent avoir le soutien du nouveau président du Conseil.
Plus tard, certains historiens soulignent le caractère ambigu de la phrase : il s'agirait d'une phrase qui typiquement vise à rassurer tout le monde. Selon de Gaulle lui-même, elle avait pour but de « saisir le contact des âmes » avant un discours qui, selon lui, ne laissait guère de doute sur sa volonté de laisser l'Algérie s'autodéterminer : « je tiens le même langage : plus de discrimination entre les Algériens quels qu'ils soient ! Ce qui veut dire que le jour viendra où la majorité d'entre eux pourra choisir le destin de tous. ».
Cependant, à la date du discours, c'est bien l'interprétation de soutien à l'Algérie française qui domine les esprits, en particulier à cause du « Vive l'Algérie française ! » du même de Gaulle deux jours plus tard à Mostaganem.
Pour sa part, Jacques Lenoir, directeur des Affaires personnelles et administratives à la Délégation générale du gouvernement en Algérie de 1958 à 1960, donne un sens beaucoup plus trivial à la phrase :

« Comme suite aux paroles de Jacques Soustelle et du général Salan, la foule s'est fort échauffée et les cris ne cessent pas à l'apparition du Général. Cette exclamation n'est rien d’autre qu'un « J’ai entendu que vous réclamiez Soustelle, j'ai compris, mais maintenant laissez-moi parler ». C’est le cri d'un orateur qui veut s'exprimer, qui n'arrive pas à se faire entendre de la multitude mais qui trouve les mots susceptibles de la faire taire. »

## Élections législatives de 1958
Les législatives qui ont lieu les 23 et 30 novembre 1958 sont précédées par un référendum constitutionnel, au cours duquel 96 % des électeurs qui se sont exprimés en Algérie approuvent la nouvelle constitution française.

## Ressentiment
« Je vous ai compris » est resté un souvenir au moins aussi marquant que le « Vive l'Algérie française ! » pour la majorité des « pieds-noirs » favorable à l'Algérie française. À la suite de ces phrases, l'acceptation par de Gaulle de l'autodétermination algérienne leur a donné un sentiment de trahison.
De Gaulle fut ainsi détesté par la majorité des « pieds-noirs » partisans de l'Algérie française. Parmi cette majorité, une infime minorité, la plus violente, forma avec une infime minorité des militaires, l'organisation terroriste l'OAS, qui organisa l'attentat du Petit-Clamart le 22 août 1962 contre lui.
Le décalage entre la phrase du général de Gaulle prononcée en 1958 et la conclusion du conflit algérien en 1962 fit dire à l'humoriste Pierre Desproges que le texte réel aux « pieds-noirs » était : « Je vous hais ! Compris ? ». À partir de 2018, cette version modifiée est parfois utilisée, par dérision, par les opposants à la politique du président français Emmanuel Macron pour qualifier sa relation aux mouvements sociaux français,,,,.

### Note
1. ↑  Il faudra en effet attendre le 10 juin 1999 pour que l'Assemblée nationale adopte, à l'unanimité des suffrages exprimés, une loi substituant l'appellation de « guerre d'Algérie » à l'expression traditionnelle « opérations de maintien de l'ordre ».